# Isopterygium pseudosilesiacum
Isopterygium pseudosilesiacum là một loài Rêu trong họ Hypnaceae. Loài này được (Schimp.) Broth. mô tả khoa học đầu tiên năm 1925.